# Masuria
La Masuria (in polacco Mazury, in tedesco Masuren) è una regione etnografico-geografica della Polonia nord-orientale. Amministrativamente si trova nel Voivodato di Varmia-Masuria. Il capoluogo della regione è Ełk. Significativa è la presenza di laghi di origine glaciale (circa 2000) e fiumi e la vegetazione autoctona che copre ben il 30% del territorio.
Fino al 1945, insieme a una piccola parte della Lituania e all'attuale oblast' di Kaliningrad, la regione faceva parte di un'exclave della Germania chiamata Prussia Orientale. Storicamente è sempre stata una regione contesa tra tedeschi ed evangelici polacchi.

## Città
L'elenco completo delle città in Masuria:
- Biała Piska
- Działdowo
- Ełk
- Giżycko
- Gołdap
- Kętrzyn
- Mikołajki
- Mrągowo
- Nidzica
- Olecko
- Olsztynek
- Orzysz
- Ostróda
- Pasym
- Pisz
- Ruciane-Nida
- Ryn
- Szczytno
- Węgorzewo
- Wielbark

Le più grandi città della Masuria:
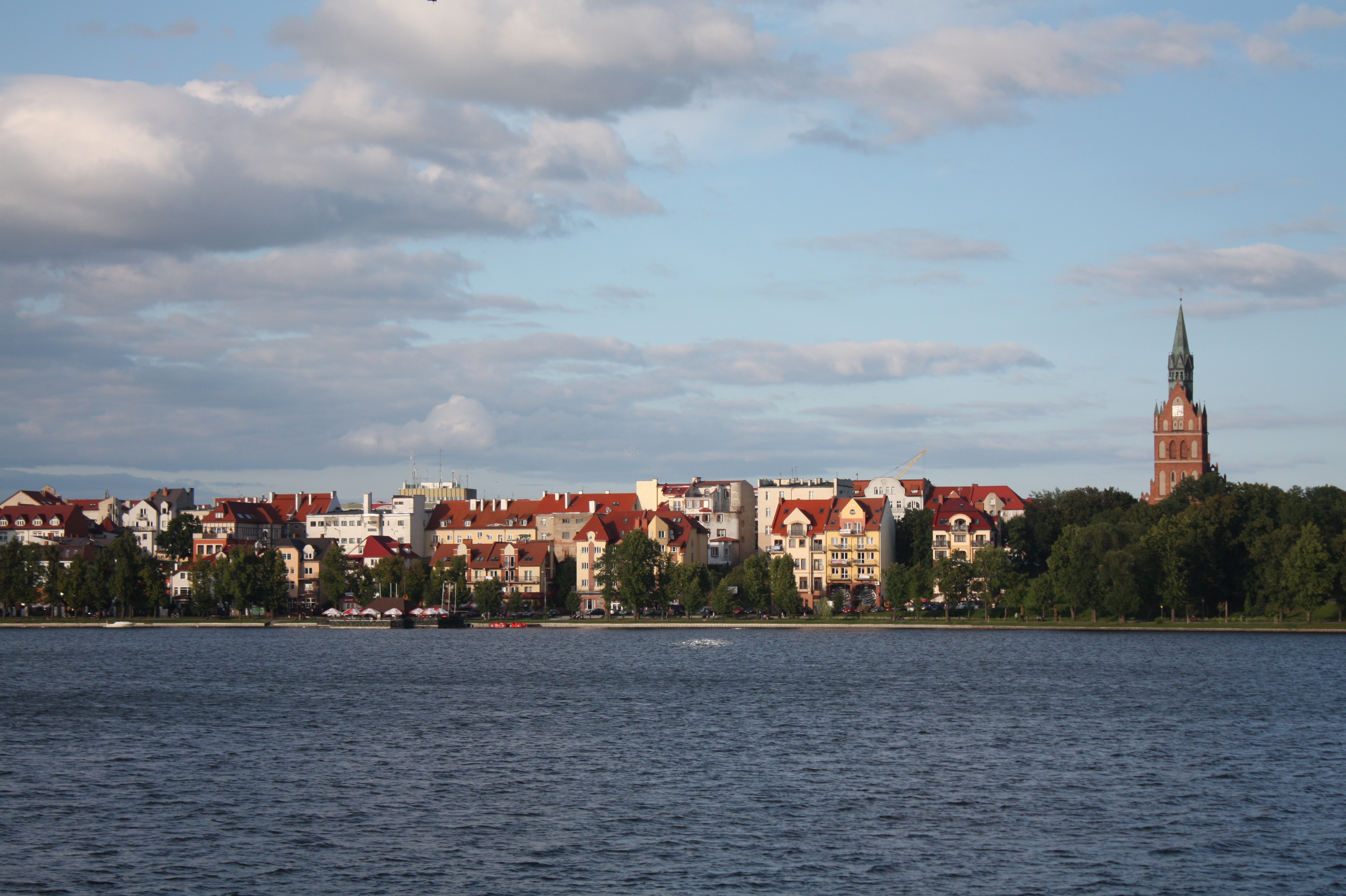
1. Ełk
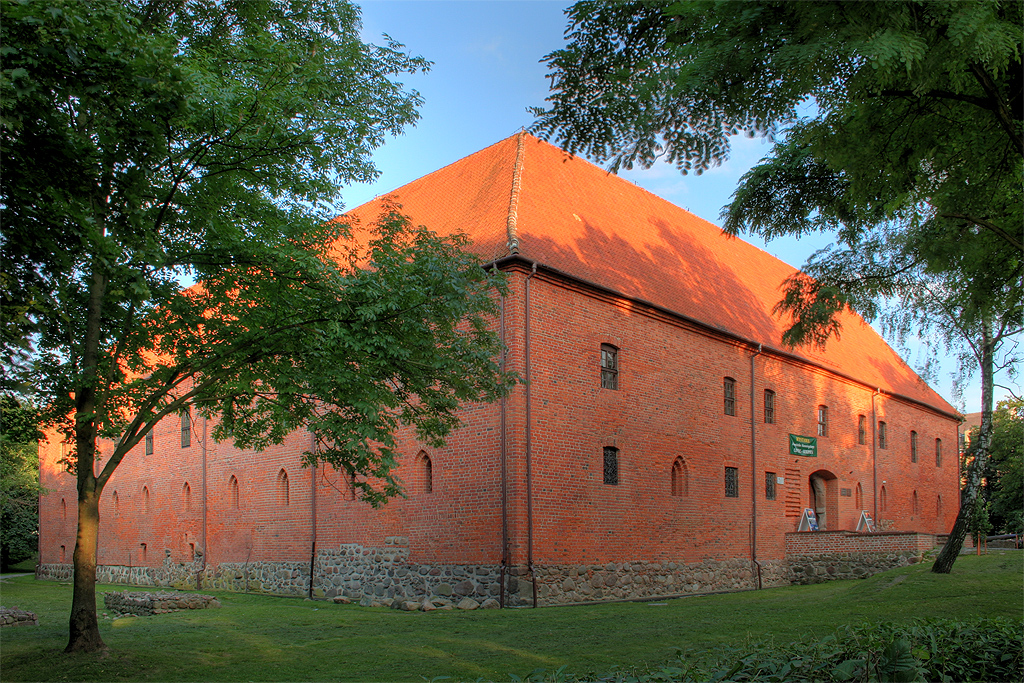
2. Ostróda
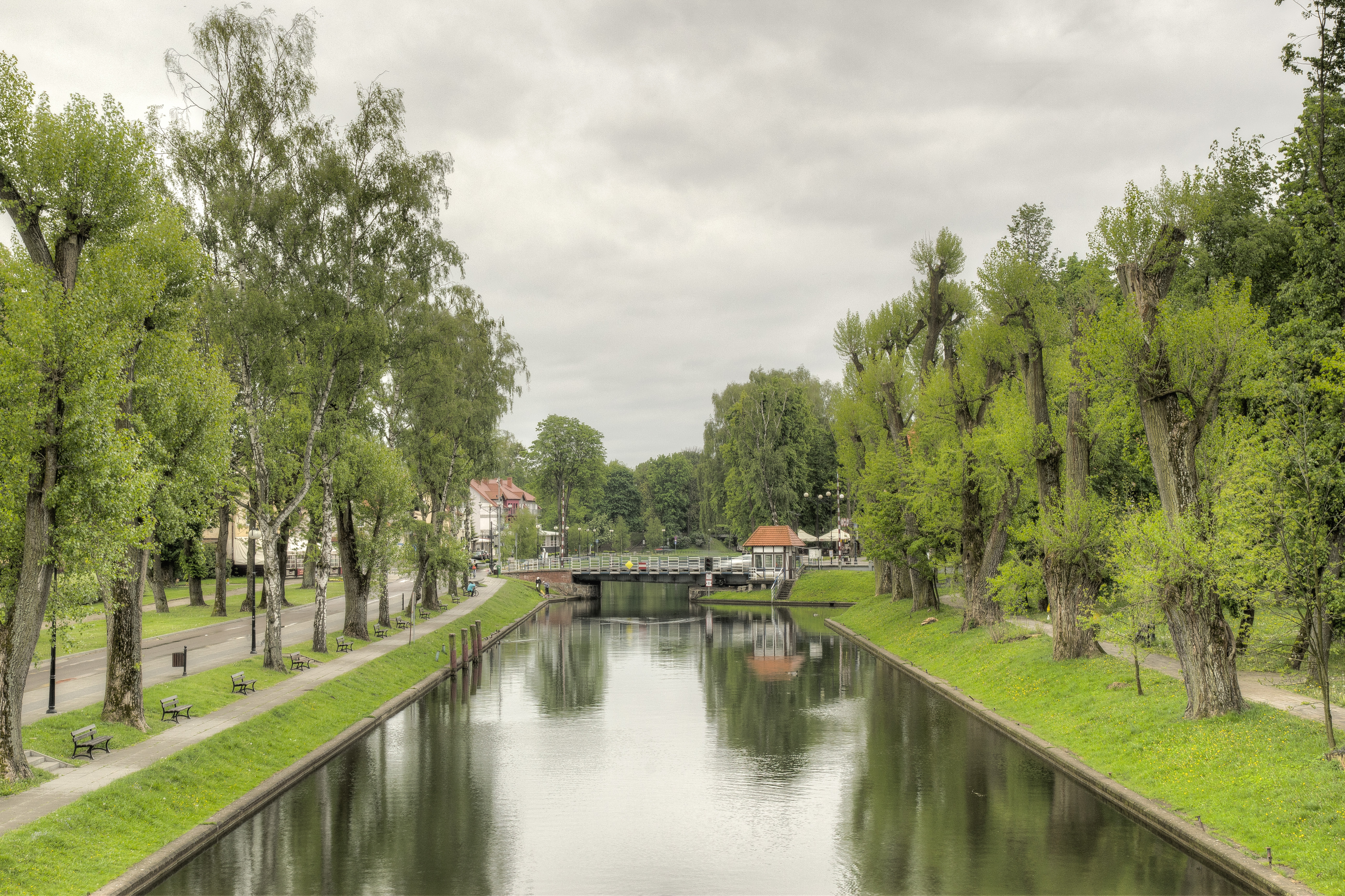
3. Giżycko
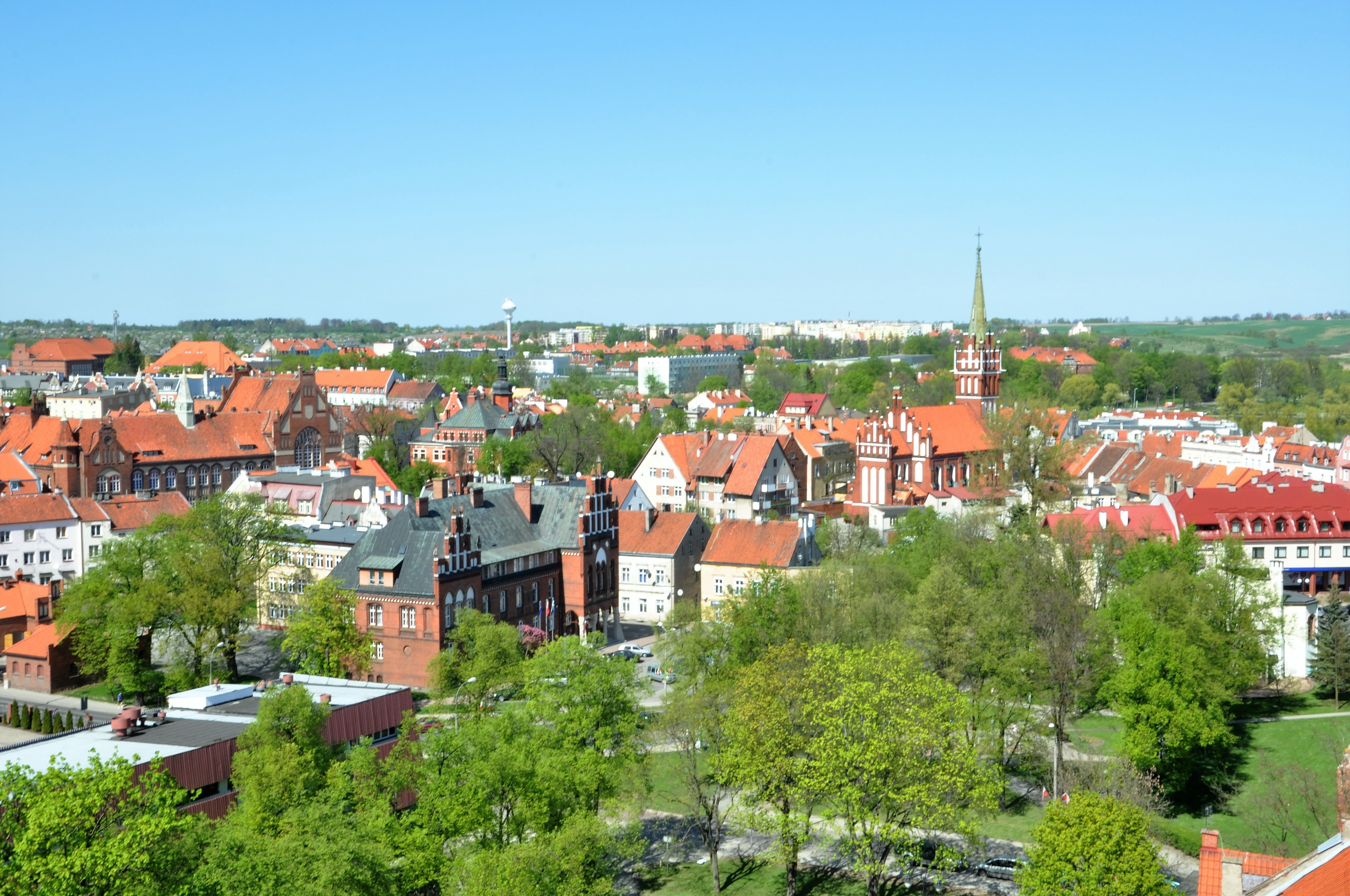
4. Kętrzyn
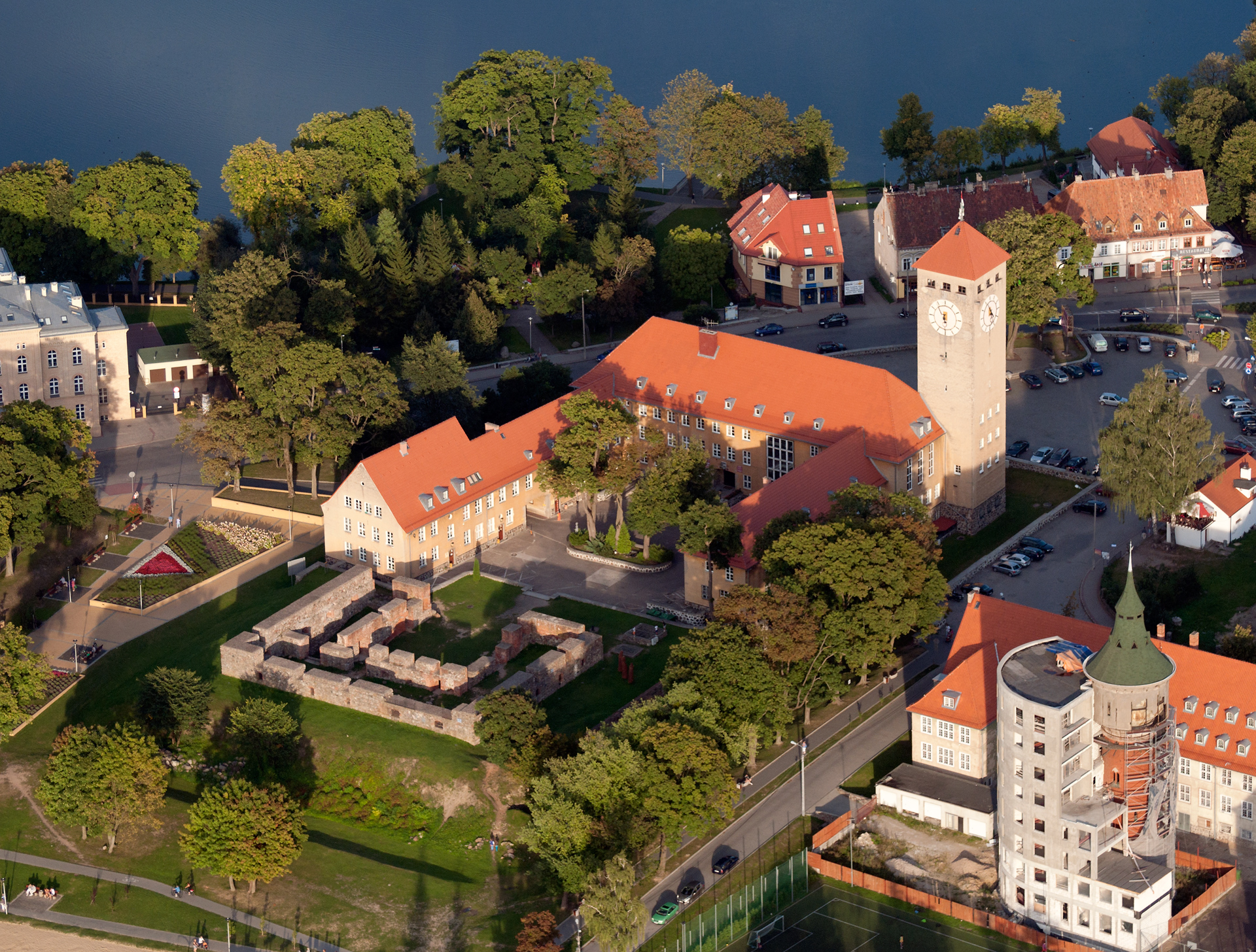
5. Szczytno
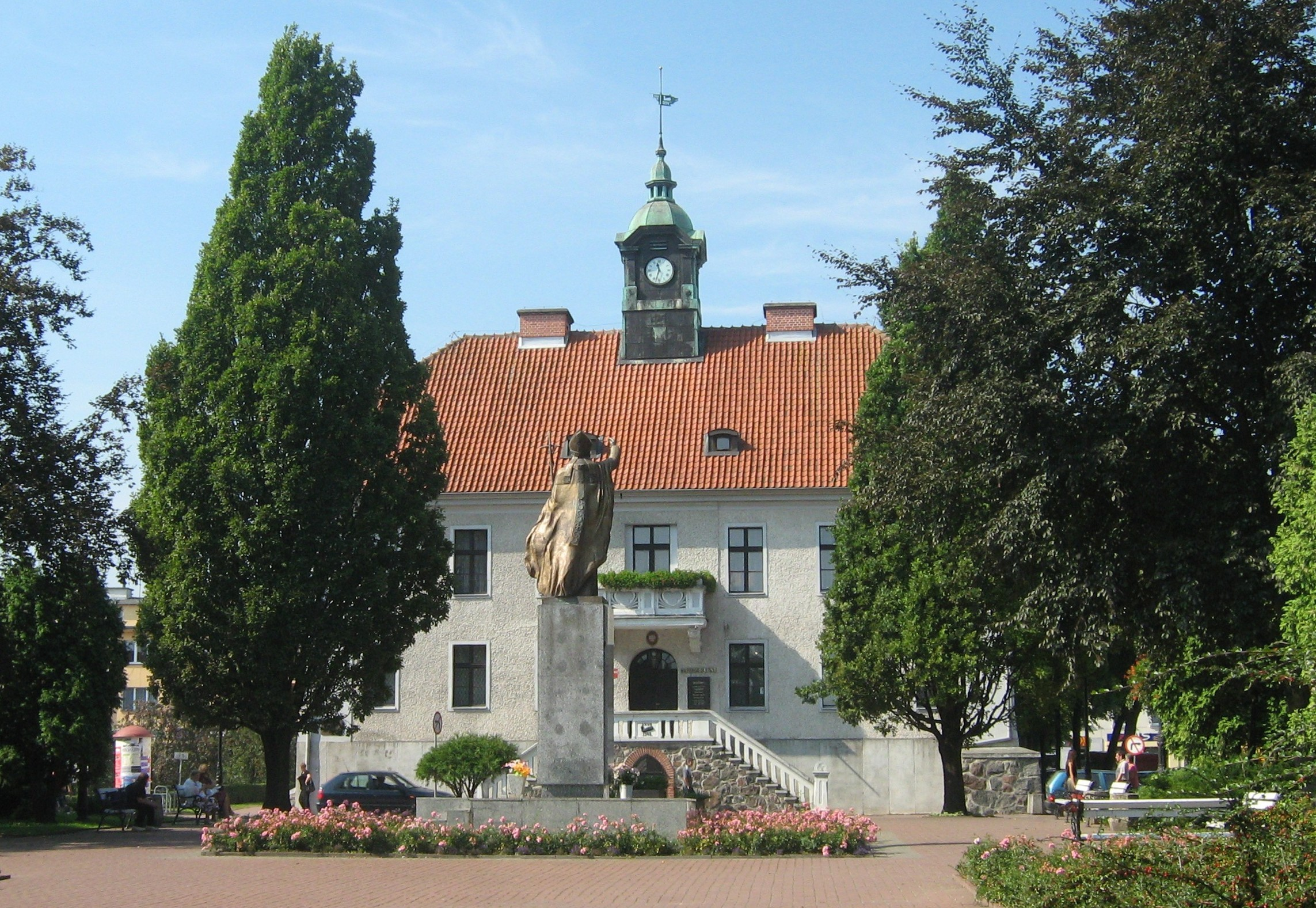
6. Mrągowo

## Curiosità
Alla Masuria fu dedicata, nel 1925, la scoperta dell'elemento 43, che venne appunto chiamato Masurio. La scoperta si rivelò poi falsa. Nel 1952, l'astronomo statunitense Paul W. Merrill, analizzando lo spettro di alcune giganti rosse, scoprì che esse contenevano del "masurio" liquido.
Il nome polacco della Masuria, Mazury, in lingua polacca è plurale (quindi letteralmente sarebbero le Masurie).